# قلی‌کندی (چاراویماق)
قلی‌کندی یکی از روستاهای استان آذربایجان شرقی است که در دهستان قوری‌چای شرقی بخش مرکزی شهرستان چاراویماق واقع شده‌است.این روستا ۱۰۰ نفر جمعیت دارد.